# دان فوترمان
دان فوترمان (بالإنجليزية: Dan Futterman)‏ مواليد 8 يونيو 1967 في ماريلند، الولايات المتحدة، هو ممثل ومنتج وكاتب سيناريو أمريكي بدأ مسيرته الفنية سنة 1991. فاز بجائزة الروح المستقلة.

## الأعمال
- الملك الصياد (1991)
- عالم آخر (1992) (بدور: ألان)
- القاضية إيمي (1999) (بدور: فنسنت غراي)
- الجنس والمدينة (1999) (بدور: ستيفان)
- يكفي (2002) (بدور: جو)
- ويل وغريس (2003) (بدور: باري)
- كابوتي (2005)
- القلب الكبير (2007) (بدور: دانييل بيرل)
- صائد الثعالب (2014)
- اقتل الرسول (2014)

## روابط خارجية
- دان فوترمان على موقع IMDb (الإنجليزية)
- دان فوترمان على موقع ألو سيني (الفرنسية)
- دان فوترمان على موقع أول موفي (الإنجليزية)
- دان فوترمان على موقع قاعدة بيانات برودواي على الإنترنت (الإنجليزية)
- دان فوترمان على موقع قاعدة بيانات الأفلام السويدية (السويدية)
- دان فوترمان على موقع إن إن دي بي (الإنجليزية)
- دان فوترمان على موقع قاعدة بيانات الفيلم (الإنجليزية)
- دان فوترمان على موقع كينوبويسك (الروسية)